# ジャパンオープン (50m)
ジャパンオープン(50m)は、日本の競泳大会である。大会名は年号が入り、「ジャパンオープン20XX（50m）」となる。ジャパンオープンは2006年（2005年度)から2010年(2009年度)まで、日本短水路選手権水泳競技大会（現在の日本選手権(25m)水泳競技大会）の通称でもあったため、現在でもこの大会において（50m）が付される。
2008年のみ正式名称が『ジャパンオープン（長水路）』であった（日本水泳連盟公式ポスターでの「長水路」表記は2010年大会まで続いた）。

## 概要
2008年より毎年6月頃に東京辰巳国際水泳場で開催。ただし2011年はなみはやドーム、2013年はさがみはらグリーンプール、2020年（21年2月延期分）は東京アクアティクスセンターで開催。
この年に行われる国際大会の選考会、さらにオリンピック・世界選手権の壮行会も兼ねる。
予選はすべてタイムレースで、上位8名が決勝へ、9～16位の選手がB決勝に進出する。ただし、800m・1500m自由形はタイム決勝のみ。決勝・B決勝進出に関して、同記録で予定人員を超えた場合は、抽選により進出者を決定する。
2008年大会では北島康介選手が200m平泳ぎ決勝で2分7秒51の世界新記録を樹立した。

## 実施種目（男女とも同じ）
- 自由形（50m, 100m, 200m, 400m, 800m, 1500m）
- 平泳ぎ（50m, 100m, 200m）
- 背泳ぎ（50m, 100m, 200m）
- バタフライ（50m, 100m, 200m）
- 個人メドレー（200m, 400m）

## 歴代開催地
| 開催年 | 開催日時          | 開催地                                            | 備考 | ref           |
| 2008   | 6月6日～8日       | 東京辰巳国際水泳場                                | 兼世界ユース選手権大会代表選手選考会 兼第29回オリンピック競技大会壮行会                                           | [ 1 ]         |
| 2009   | 6月5日～7日       | 東京辰巳国際水泳場                                | 兼第5回東アジア大会選手選考会                                                                                     | [ 2 ]         |
| 2010   | 6月4日～6日       | 東京辰巳国際水泳場                                | 兼第4回ジュニアパンパシフィック選手権大会選手選考会                                                               | [ 3 ]         |
| 2011   | 5月19日～22日     | なみはやドーム                                    | 兼第26回ユニバーシアード競技大会代表選手選考会 兼第3回世界ジュニア選手権代表選手選考会                            | [ 4 ]         |
| 2012   | 5月24日～27日     | 東京辰巳国際水泳場                                | 兼第5回ジュニアパンパシフィック大会選手選考会                                                                     | [ 5 ]         |
| 2013   | 5月23日～26日     | さがみはらグリーンプール （相模原市立総合水泳場） | 兼第6回東アジア大会選手選考会 兼第4回世界ジュニア選手権選手選考会                                                 | [ 6 ]         |
| 2014   | 6月18日～22日     | 東京辰巳国際水泳場                                | 兼第12回パンパシフィック大会選手選考会 兼第17回アジア大会選手選考会 兼第6回ジュニアパンパシフィック大会選手選考会 | [ 7 ]         |
| 2015   | 5月21日～24日     | 東京辰巳国際水泳場                                | 兼第5回世界ジュニア水泳選手権選手選考会                                                                           | [ 8 ]         |
| 2016   | 5月19日～22日     | 東京辰巳国際水泳場                                | 兼第7回ジュニアパンパシフィック大会選手選考会                                                                     | [ 9 ]         |
| 2017   | 5月18日～21日     | 東京辰巳国際水泳場                                | 兼第6回世界ジュニア水泳選手権選手選考会                                                                           | [ 10 ]        |
| 2018   | 5月23日～27日     | 東京辰巳国際水泳場                                | 兼第13回パンパシフィック大会選手選考会 兼第18回アジア大会選手選考会 兼第8回ジュニアパンパシフィック大会選手選考会 | [ 11 ]        |
| 2019   | 5月29日～6月7日   | 東京辰巳国際水泳場                                | 兼第18回世界選手権 兼第6回世界ジュニア水泳選手権選手選考会                                                        | [ 12 ]        |
| 2020   | 2021年2月3日～7日 | 東京アクアティクスセンター                        | 新型コロナウイルスのため延期実施                                                                                  | [ 13 ] [ 14 ] |
| 2021   | 6月2日～6日       | 千葉県国際総合水泳場                              | | [ 15 ]        |
| 2022   | 11月30日～12月4日 | 東京辰巳国際水泳場                                | 兼第11回アジア選手権水泳競技大会選手選考会                                                                        | [ 16 ]        |
| 2023   | 11月29日～12月3日 | 東京アクアティクスセンター                        | | [ 17 ]        |
| 2024   | 11月28日～12月1日 | 東京アクアティクスセンター                        | |               |